# تيخو براهي
تيخو براهي (باللاتينية: Tycho Brahe) فلكي دنماركي (1546 ـ 1601) ولد بسكانيا، ورعاه منذ طفولته عمه الثري، وألحقه عام 1559 بجامعة كوبنهاغن لدراسة القانون، لكن بعض الحوادث الطبيعية حولته عن دراساته القانونية إلى علم الفلك، وكان أول هذه الحوادث هو الكسوف الكلي للشمس الذي تنبأ الفلكيون بحدوثه يوم 21 أغسطس 1560. وتثبت الرسائل التي خلّفها براهي أن هذا التنبؤ كان مثاراً للعجب والاستغراب من قبل براهي ابن الرابعة عشرة آنذاك، وأنه لم ينس قطّ تلك اللحظة التي تحققت فيها صحة النبوءة.
أما الحادثة المهة الثانية في حياة براهي فكانت عام 1563 حين كان يتابع دراسته في جامعة لايبزيغ، إذ قام بإجراء أول رصد مسجل له عند اقتران كوكبي المشتري وزحل. وتبين له أن الأزياج الفلكية المتوافرة في ذلك الحين، التي تحدد منازل الكواكب والنجوم في السماء، بعيدة عن الدقة، إذ كان الفرق بين سجله والزمن الذي نصت عليه الجداول الكوبرنيكية عدة أيام. وهذا ما حدا به إلى تكريس ما تبقى من حياته لتجميع أكبر قدر ممكن من الأرصاد الفلكية بغية تصحيح الجداول الفلكية المتوافرة في زمانه.

## أعماله
في نحو عام 1571م، أنشأ براهي مرصداً في «يوراني بورج» فوق جزيرة «فين Hveen» قرب ساحل الدانمارك بعد أن قام بجولة في أوروبا اشترى فيها الكثير من الآلات الفلكية. وجرى في هذا المرصد رصد أهم حادثة فلكية في حياته، فقد شعَّ فجأة نجم جديد في كوكبة ذات الكرسي وكان تألقه أشد من تألق كوكب الزهرة، وظلّ مرئياً طَوال ستة عشر شهراً. وقد أثار ظهور هذا النجم اهتمام براهي الذي رصد بعناية تغيرات تألقه، وأجرى عدة قياسات لموقع النجم في محاولة منه لتحديد انزياحه، واستخلص أنه أحد نجوم كرة النجوم الثابتة. وفي تلك الأيام كان معظم الفلكيين يؤمنون بوجهة نظر أرسطو الذي كان يرى بأن النجوم كاملة ولا متغيرة (التي لايتغير تألقها). لكن ظهور نجم جديد في تلك المنطقة وضع هذه النظرة موضع الشك.
وإذ فقد براهي إيمانه بالنظريات القديمة للنظام الكوني، فإنه قرر، مثل كوبرنيك، أن يصمم نظاماً خاصاً به. ولما لم يكن بوسعه الإيمان بحركة الأرض، تبنّى نظاماً تدور فيه كل الكواكب السيارة حول الشمس التي افترض دورانها حول الأرض.
وبعد موت الإمبراطور فردريك الثاني الذي كان يحب العلم ويولي مرصد براهي رعاية خاصة، دبّ خلاف بين براهي والسلطات الجديدة في الدنمارك، وأُكره على مغادرة البلاد. وهذا ما جعله يقبل دعوة من الإمبراطور رودلف الثاني (1552- 1612م) في براغ ليصبح رياضي بلاطه. وقد حاول براهي هناك مواصلة أرصاده بالاستعانة بما استطاع جلبه من الآلات الفلكية من مرصده بالدنمارك، إلا أن ذلك لم يدم طويلاً إذ وافته المنية بعد قرابة عام من وصوله مخلفاً معطياته الرصدية الثمينة إلى يوهان كبلر تلميذه ومساعده في الأشهر الأخيرة. وبالاستعانة بهذه المعطيات مهد كيبلر السبيل للأعمال الخالدة التي أنجزها فيما بعد إسحاق نيوتن.
كانت الأرصاد التي أنجزها براهي أدق الأرصاد الممكنة قبل استخدام المقاريب الفلكية، وقد أسهمت هذه الأرصاد في قبول النظام الكوبرنيكي للكون، وغدت الأساس الذي استندت إليه صيغة علم الفلك في القرن السابع عشر.

## روابط خارجية
- تيخو براهي على موقع الموسوعة البريطانية (الإنجليزية)
- تيخو براهي على موقع ميوزك برينز (الإنجليزية)
- تيخو براهي على موقع إن إن دي بي (الإنجليزية)